# مارتين بيدفورد
مارتين بيدفورد (بالإنجليزية: Martyn Bedford)‏ هو مؤلف وصحفي وكاتب بريطاني، ولد في 1959 في كرويدون في المملكة المتحدة.

## وصلات خارجية
- الموقع الرسمي
- مارتين بيدفورد على موقع IMDb (الإنجليزية)